# Janine Darcey
Janine Darcey (* 14. Januar 1917 in Asnières-sur-Seine als Janine Renée Casaubon; † 1. Oktober 1993 in Fontenay-lès-Briis) war eine französische Schauspielerin.

## Leben
Janine Darcey war die Tochter von Eugène Casaubon und Marie Bouchon. Sie wuchs in Paris auf und besuchte Schulen in Frankreich und England. Nach ihrer Rückkehr studierte sie Schauspiel und stand anschließend auf mehreren Theaterbühnen, bevor sie ab Ende der 1930er Jahre vermehrt beim französischen Film mitwirkte. So hatte sie ihre erste Hauptrolle in dem 1938 veröffentlichten und von Marc Allégret inszenierten Drama Theaterliebe.
Während der Dreharbeiten zu Le Carrefour des enfants perdus verliebte sich Darcey 1943 in den Hauptdarsteller Serge Reggiani, den sie 1945 heiratete. Sie bekamen zwei Kinder, von denen Stéphan Reggiani (1945–1980) Sänger und Songwriter wurde. Die Ehe endete 1955 in Scheidung. Den Schriftsteller Michel Jacovleff heiratete sie 1957. Beide lebten ab den 1970er Jahren in dem Bergdorf Gréolières. Nach dem Selbstmord von Stéphan zog sich Darcey zunehmend von der Schauspielerei zurück.

## Filmografie (Auswahl)
- 1936: Zärtliche Feindin (La Tendre ennemie)
- 1938: Das Shanghai Drama (Le Drame de Shanghaï)
- 1938: Die Straße der Liebe (Remontons les Champs-Élysées)
- 1938: Theaterliebe (Entrée des artistes)
- 1940: Das Schloß der Liebe (Cavalcade d’amour)
- 1949: Rückkehr ins Leben (Retour à la vie)
- 1953: Die Mädchen der Rue D’Amour (Les Compagnes de la nuit)
- 1953: Kinder der Liebe (Les Enfants de l’amour)
- 1955: Rififi (Du rififi chez les hommes)
- 1959: Der Mörder kam um Mitternacht (Un Temoin dans la Ville)
- 1963: Am Ende aller Wege (Le Glaive et la balance)
- 1967: Verleumdung (Les Risques du métier)
- 1974: Das Gespenst der Freiheit (Le Fantôme de la liberté)
- 1978: Der Sanfte mit den schnellen Beinen (La Carapate)
- 1979: Damit ist die Sache für mich erledigt (Coup de tête)
- 1979: Mädchenjahre (L’Adolescente)
- 1984: Le bon Plaisir – Eine politische Liebesaffäre (Le Bon plaisir)
- 1988: Der Priestermord (To Kill a Priest)
- 1991: Der Gefallen, die Uhr und der sehr große Fisch (The Favour, the Watch and the Very Big Fish)